# Hori III (Virrey de Kush)
| G5 | i |

| G5 | i |

Hori III Fue un virrey de Kush que ejerció desde el reinado de Ramsés III hasta el de Ramsés V.
Sucedió en el cargo a su padre, Hori II, quien había lo había ocupado desde el sexto año de Siptah. La duración oficial de Hori III es incierta, probablemente desde mediados del reinado de Ramsés III, bajo Ramsés IV y Ramsés V. En tiempos de Ramsés VI fue reemplazado por Siese.
Su familia era originaria de Per-Bastet, donde su abuelo Kama era Sumo Sacerdote de Ptah y en cuya necrópolis está su tumba. Al parecer, Uentauat era hijo suyo.
Títulos
Recibió los títulos de "Hijo del Rey en Kush", "Supervisor de las Tierras de Amón-Ra, Rey de los dioses" y "Escriba del Rey".

## Testimonios de su época
De él nos ha llegado una gran estela de Buhen, centro administrativo del virrey de Kush, así como su nombre en diversos templos y otras inscripciones rupestres en Naga-Abidis. También se ha encontrado su nombre junto al de Ramsés III en Buhen y Asuan, y otros testimonios en Sehel y Semneh.

### Citas
1. 1 2  Reisner, George A. (1920). «The Viceroys of Ethiopia». The Journal of Egyptian Archaeology 6 (11).
2. ↑  The Journal of Egyptian Archaeology 1963